# Kill Your Darlings
Kill Your Darlings  es una película de drama biográfico estadounidense de 2013 escrita por Austin Bunn y dirigida por John Krokidas en su debut como director de largometrajes. Trata sobre el inicio de la Generación Beat. La película tuvo su estreno mundial en el Festival de Cine de Sundance 2013, obteniendo las primeras reacciones positivas. Fue presentado en el Festival Internacional de Cine de Toronto 2013,  y tuvo un estreno teatral limitado en Norteamérica del 16 de octubre de 2013. Kill Your Darlings estuvo disponible en Blu-ray y DVD, el 18 de marzo de 2014 en los EE. UU. Seguido de su lanzamiento en el Reino Unido el 21 de abril de 2014.

## Sinopsis
Nueva York, años 40. Allen Ginsberg (Daniel Radcliffe)  acaba de ingresar en la universidad de Columbia. Allí conocerá a Lucien Carr  (Dane DeHaan), quien lo adentrará en el submundo de la poesía y la literatura revolucionaria, formando conjunto con Jack Kerouac (Jack Huston) y William Burroughs (Ben Foster) entre otros. Su pasión por cambiar las normas y los sentimientos internos cobrará tanta fuerza que llegarán a estar involucrados en una trama de asesinato.

## Elenco
- Daniel Radcliffe es Allen Ginsberg.
- David Cross es Louis Ginsberg.
- Dane DeHaan es Lucien Carr.
- Ben Foster es William S. Burroughs
- Michael C. Hall es David Kammerer.
- Jack Huston es Jack Kerouac.
- Jennifer Jason Leigh es Naomi Ginsberg.
- Elizabeth Olsen es Edie Parker.
- John Cullum es Professor Harrison Ross Steeves.
- David Rasche es Dean of Columbia University.
- Kyra Sedgwick es Marian Carr.
- Zach Appelman es Luke Detweiler.

## Recepción
| Reconocimientos                          | Reconocimientos         | Reconocimientos                     | Reconocimientos | Reconocimientos |
| Premio                                   | Fecha                   | Categoría                           | Nominados       | Resultado       |
| ---------------------------------------- | ----------------------- | ----------------------------------- | --------------- | --------------- |
| BFI London Film Festival                 | 19 de octubre de 2013   | Sutherland Trophy                   | John Krokidas   | Nominado        |
| Gotham Awards                            | 2 de diciembre de 2013  | Mejor actor                         | Dane DeHaan     | Nominado        |
| Hamptons International Film Festival     | 12 de octubre de 2013   | Mejor interpretación                | Dane DeHaan     | Ganador         |
| Hamptons International Film Festival     | 12 de octubre de 2013   | Mejor interpretación                | Jack Huston     | Ganador         |
| Palm Springs International Film Festival | 5 de enero de 2013      | Mejor director                      | John Krokidas   | Ganador         |
| Sundance Film Festival                   | 26 de enero de 2013     | Grand Jury Prize                    |                 | Nominado        |
| Venice Film Festival                     | 7 de septiembre de 2013 | The Venice Days International Award |                 | Ganador         |